# 幸せ咲いた〜結婚相談所物語〜
『幸せ咲いた〜結婚相談所物語〜』（しあわせさいた けっこんそうだんじょものがたり）は、東海テレビ・フジテレビ系列で、2003年1月6日から3月28日まで放送された昼のテレビドラマである。舞台は、二子玉川の結婚相談所。全60回放送。
月曜〜金曜の13:30〜14:00に放送されていた（3月20日のみ25:25〜25:55）。

## キャスト
- 野上咲 - 高橋かおり
- 野上薫子 - 中島唱子
- 須藤克子 - 山下容莉枝
- 塩見洋平 - 樋口浩二
- 浜崎譲治 - 浅見小四郎
- 若山美穂 - 津川友美
- 塩見由美 - 大沢さやか
- 望月大輔 - 内浦純一
- 窪塚雄太郎 - 片岡弘貴
- 宮武竹子 - 白石マル美
- 山中良治 - 井田國彦
- 遠藤周一 - 酒井敏也
- 望月雅江 - 茅島成美

## スタッフ
- 原作 - ありさか邦 『幸せ咲いた』
- 脚本 - 渡辺善則、清水喜美子
- 広報 - 藤城大子（東海テレビ）、竹中麻紀（東海テレビ）
- プロデューサー - 奥村正彦、大久保直実
- 演出 - 奥村正彦、皆川智之、油谷誠至、鷲羽邦彦
- 音楽 - 岩本正樹
- 制作 - ビデオフォーカス、東海テレビ放送

## 主題歌
「Gift」 Baby Boo
レーベル：ワーナーミュージック・ジャパン